# Penn Valley
Penn Valley ist ein census-designated place (CDP) im Nevada County im US-Bundesstaat Kalifornien mit 1593 Einwohnern (Stand: 2020).

## Geschichte
Ursprünglich wurde Penn Valley von den Maidu-Ureinwohnern bewohnt. Sie siedelten entlang der Bächen und natürlichen Quellen. Man kann immer noch die großen Felsbrocken neben den Bächen sehen, mit runden Löchern, die zum Mahlen der Eicheln verwendet wurden.

## Fremdenverkehr
Penn Valley veranstaltet jährlich im späten Frühling ein Rodeo-Event. Die Penn Valley Rodeo ist seit 2005 durch Penn Valley Community Rodeo Association (PVCRA) ausgerichtet. Seit den 1950er Jahren wird das Rodeo ausgetragen, um die Penn Valley Feuerwehr mit finanziellen Mittel zu unterstützen, deshalb wurde die erste Rodeo 1956 veranstaltet.